# Lotoman (série de films)
Pour plus de détails, voir Fiche technique et Distribution.
Lotoman est une saga de films dominicains de  comédie dramatique dirigés par Archie López et avec les vedettes Raymond Pozo et Miguel Céspedes. Ces films sont sortis en République Dominicaine le 20 janvier 2011 pour le premier film, le deuxième film le 1er novembre 2012, et le troisième film le 27 mars 2014.

## Synopsis
Il s'agit de l'histoire de deux frères qui, depuis qu'ils ont gagné à la loterie, voient leur vie transformée.

### Lotoman
Lotoman raconte l'histoire de Modesto et Manuel, deux frères de lait dont la vie est transformée du fait d'avoir gagné à la loterie (un loto de $100 millions). Leur nouvelle vie engendre des situations amusantes qui sont liées à leur nouveau statut social. L'histoire montre comment ils profitent des opportunités. Modesto se lie à Lic. Ramírez et Manuel achète le magasin de cyclomoteurs de Martín et ils se partagent les profits de « Chichi Xtreme Deluxe ».

### Lotoman 2.0
Dans Lotoman 2.0 apparaissent de nouveaux visages comme Fernando Carrillo, Cheddy García, Irving Alberti, entre autres. À ce moment-là, la famille vit de grands moments mais il n'y a pas de bonheur total : Manuel souffre des caprices de Sobeida, enceinte de triplés et Modesto avec les techniques de Marcelo. Manuel cherche en vain la femme de sa vie. Susanita court un grand danger et on a diagnostiqué à Mamá Susana une maladie inattendue qui oblige la famille à tout vendre pour financer l'opération chirurgicale. Ils redeviennent pauvres. Finalement ils jouent à la loterie une autre fois et gagnent de nouveau.

### Lotoman 003
Dans Lotoman 003, les frères acceptent une proposition et vont découvrir le monde plein d'émotions des agents secrets. Dans cette nouvelle aventure divertissante, ils essaient de retrouver des suspects. Mais durant leur curieuse mission, les protagonistes se rendent compte que leur intégrité est mise à rude épreuve. Cette fois, il s'agit non seulement d'une comédie mais aussi d'un film où se mêlent humour et cinéma d'action.
De plus, font partie de l'équipe artistique, le comédien Fausto Mata, l'acteur argentin Julián Gil, Fernando Carrillo, Fefita La Grande, Sergio Carlo, La Materialista, René Castillo, Mazeta et Gerard Ogando, entre autres.

## Distribution
- Raymond Pozo : Modesto Marchena
- Miguel Céspedes : Manuel Marchena
- Alfonso Rodríguez : Lic. Ramírez (Lotoman et Lotoman 2.0)
- Fernando Carrillo : Marcelo de la Costa (Lotoman 2.0 et Lotoman 003)
- Fausto Mata : Professeur B (Lotoman 003)
- Olga Bucarelli : Mamá Susana Marchena
- Chelsy Bautista García : Susanita Marchena
- Elizabeth Ruiz : Sobeida de Marchena
- Dalisa Alegria : Mechy (Lotoman 2.0 et Lotoman 003)
- Franklin Domínguez : Don Josin
- Cheddy García : Helga / Mercedes José García (Lotoman 2.0)
- Irving Alberti : Rubén (Lotoman 2.0)
- Luis José Germán : Jorge (Lotoman 2.0)
- Julián Gil : « El Boricua » (Lotoman 003)
- Fefita La Grande : Juanita (Lotoman 003)
- Sergio Carlo : Comandante López (Lotoman 003)
- La Materialista : Cita de Modesto (Lotoman 2.0) / Nicole (Lotoman 003)
- Rene Castillo : « El Malón »
- Sarah Jorge : Camelita
- Ada Aimée de la Cruz : « La Gallina »
- Ana Rossina Troncoso : Camelia
- Zoila Puello : Nana

Invités spéciaux :
- Johnny Ventura (es) : le papa de Modesto
- Manuel Varet « Vakero »: Martín

Participations spéciales :
- Tony Dandrades : Diego
- Saúl Rodríguez : « Mazeta »
- Gerald Ogando : « El Delivery »
- Maestro Arias : lui-même